# Gösta Löfgren
Karl Herbert Löfgren, plus connu sous le nom de Gösta Löfgren (né le 29 août 1923 à Motala en Suède et mort le 5 septembre 2006) est un joueur de football international suédois, qui évoluait au poste d'attaquant, avant de devenir ensuite entraîneur.

## Biographie

### Carrière de joueur

#### Carrière en club
Avec l'IFK Norrköping, il remporte trois championnats de Suède. Il joue par ailleurs quatre matchs en Coupe d'Europe des clubs champions avec cette équipe.

#### Carrière en sélection
Avec l'équipe de Suède, il joue 40 matchs (pour 13 buts inscrits) entre 1951 et 1961. 
Il joue son premier match en équipe nationale le 11 novembre 1951 contre l'équipe d'Italie et son dernier le 26 mars 1961 contre la Tchécoslovaquie.
Il figure dans le groupe des sélectionnés lors de la Coupe du monde de 1958. Lors du mondial organisé dans son pays natal, il dispute un match face au Pays de Galles. La Suède atteint la finale de la compétition en étant battue par le Brésil lors de l'ultime match.
Il participe également aux Jeux olympiques de 1952, où il remporte la médaille de bronze.

### Palmarès de joueur
| IFK Norrköping - Championnat de Suède (3) : - Champion : 1960, 1962 et 1963. |  | Suède - Jeux olympiques : - Médaillé de bronze : 1952. - Coupe du monde : - Finaliste : 1958. |

### Palmarès d'entraîneur
IFK Norrköping
- Coupe de Suède (1) :
  - Vainqueur : 1971-72.